# صائدوا داعش
صائدوا داعش هم وحدة من القوات الخاصة للجيش السوري، تشكلت عام 2017 أثناء الحرب الأهلية السورية.

## تاريخ
تشكل صيادو داعش أوائل عام 2017 بعد هزيمة قوات النظام السوري في معركة تدمر في كانون الأول / ديسمبر 2016. تم دمج مقاتلي المجموعة في الفيلق الخامس، وهو تشكيل تم تشكيله في نوفمبر 2016 بدعم روسي، ويتألف بالكامل من المتطوعين.
هدف روسيا من تشكيل صائدي داعش هو بناء القوات التي يمكن أن تكون بمثابة ثقل موازن لإيران في سوريا، حيث تختلف أهدافها في المنطقة عن أهداف موسكو. يشرف الروس على تدريب صيادي داعش، ولا سيما شركة مجموعة فاغنر العسكرية الخاصة، كما يتم توفير أسلحتهم ومعداتهم من قبل روسيا.

### المقاتلين
ربما تكون قوة المجموعة بضع عشرات من الرجال. يبدو أن بعض مقاتليها في مقاطع الفيديو الدعائية قديمة بشكل خاص.

### مناطق العمليات
في أوائل عام 2017، كان صيادو داعش يعملون في منطقة تدمر، حيث كانوا مسؤولين عن حماية المطار العسكري، وكذلك حقول الغاز والنفط.
في شباط 2018 اشتبك صيادو داعش في معركة خشام قرب دير الزور ضد قوات سوريا الديمقراطية. وتعرضوا خلال هذه المعركة لقصف أمريكي أسفر عن مقتل عشرين من رجالهم. وعقب الحادث، أصدرت الجماعة بيانًا حول الخسائر البشرية التي تكبدتها خلال القتال.